# Matías de Andrade
Matías de Andrade (22 de abril de 1993) es un deportista argentino que compite en natación adaptada. Ganó una medalla de plata en los Juegos Paralímpicos de Tokio 2020 en la prueba de 100 m espalda (clase S6).

## Palmarés internacional
| Juegos Paralímpicos | Juegos Paralímpicos | Juegos Paralímpicos | Juegos Paralímpicos |
| Año                 | Lugar               | Medalla             | Prueba              |
| ------------------- | ------------------- | ------------------- | ------------------- |
| 2020                | Tokio (Japón)       | Medalla de plata    | 100 m espalda S6    |